# بن پورکیس
بن پورکیس (انگلیسی: Ben Purkiss؛ زادهٔ ۱ آوریل ۱۹۸۴) بازیکن فوتبال اهل بریتانیا است.
از باشگاه‌هایی که در آن بازی کرده‌است می‌توان به باشگاه فوتبال یورک سیتی، باشگاه فوتبال دارلینگتون، باشگاه فوتبال شفیلد یونایتد، باشگاه فوتبال آکسفورد یونایتد، باشگاه فوتبال گینزبورو ترینیتی، باشگاه فوتبال پورت ویل، باشگاه فوتبال والسال، و باشگاه فوتبال هرفورد یونایتد اشاره کرد.